# 15. bersaljerski polk (Italija)
15. bersaljerski polk' (izvirno italijansko 15º Reggimento di Bersaglieri) je bil bersaljerski polk Kraljeve italijanske kopenske vojske.